# 都久志会館
都久志会館（つくしかいかん）は、一般財団法人福岡県教職員互助会が運営していたビル。
コンサート・ライブが可能なホールの他、研修・会議などに利用できる会議室を備えており様々なイベントに活用されていた。老朽化のため、2020年11月3日をもって閉館した。跡地は応研株式会社が新福岡本社ビルを建設、2025年に竣工を予定している。

## 所在地
- 福岡市中央区天神4-8-10

## 用途
- 講演会
- 試写会
- 会議・研修会
- 学会
- 教室・展示(ギャラリー)
- 同人誌即売会・コスプレイベント

## 交通機関
- 鉄道
  - 福岡市地下鉄空港線 天神駅 徒歩8分
  - 西鉄福岡（天神）駅 徒歩10分
- バス
  - 西鉄福岡（天神）駅 バスセンター 徒歩10分
  - 天神郵便局前 徒歩3分
- 車・タクシー
  - 博多駅から15分
  - 福岡空港から福岡都市高速で15分・一般道で25分

## 歴史・沿革
- 1979年3月 竣工[6]
- 1979年7月4日 - 日本教職員組合定期大会開催[7]
- 1994年2月5日-アメリカのロックバンド、ラモーンズが公演を行う。
- 2015年1月5日 - 3月31日 改修工事のため、ホール・会議室の貸し出し中止。
- 2015年4月1日 リニューアルオープン
- 2020年11月3日 閉館